# Dick Lane (aktor)
Dick Lane, właśc. Richard Lane (ur. 28 maja 1899 w Rice Lake, zm. 5 września 1982) – amerykański prezenter telewizyjny i aktor.

## Filmografia
- 1936: For the Love of Pete
- 1938: Drapieżne maleństwo jako Menadżer cyrku
- 1938: Zakochana pani jako Henry (niewymieniony w czołówce)
- 1939: Union Pacific jako Sam Reed
- 1940: Youth Will Be Served jako Pan Hewitt
- 1940: Orchid, brat gangstera jako Mugsy O'Day
- 1940: Gorączka nafty jako zastępca sędziego okręgowego
- 1941: Sunny jako reporter
- 1942: To the Shores of Tripoli jako porucznik
- 1942: Arabian Nights jako kapral
- 1944: Slightly Terrific jako Mike Hamilton
- 1945: Flip i Flap: Pogromcy byków jako Coleman
- 1946: Talk About a Lady jako Duke Randall
- 1949: Mighty Joe Young jako sędzia (niewymieniony w czołówce)
- 1949: The Big Wheel jako Reno Riley
- 1960: Visit to a Small Planet jako Rzecznik telewizji Superbo
- 1964: Zabójcy jako spiker Demolition derby (niewymieniony w czołówce)
- 1978: Zwariowany Andy

## Wyróżnienia
Posiada swoją gwiazdę na Hollywoodzkiej Alei Gwiazd.